# Carinigera dextrorsa
Carinigera dextrorsa is een slakkensoort uit de familie van de Clausiliidae. De wetenschappelijke naam van de soort is voor het eerst geldig gepubliceerd in 1877 door O. Boettger.